# Италия на «Евровидении-1962»
Италия приняла участие в Евровидении 1962, проходившем в Люксембурге, Люксембург. Её представил Клаудио Вилла с песней «Addio, addio», выступившая под номером 15. В этом году страна получила три балла и заняла 9 место. Комментатором конкурса от Италии в этом году стал Ренато Тальяни, а глашатаем — Энцо Тортора.
Ежегодно в Италии проходит национальный отбор в формате фестиваля в Сан-Ремо.

## Национальный отбор

### Полуфиналы[3]
| Номер | Артист (1 п/ф)   | Артист (2 п/ф)     | Песня                        | Место |
| ----- | ---------------- | ------------------ | ---------------------------- | ----- |
| 1     | Доменико Модуньо | Клаудио Вилла      | «Addio, Addio»               | Финал |
| 2     | Тонина Торрьелли | Aura D'Angelo      | «Aspettandotti»              | Финал |
| 3     | Джонни Дорелли   | Betty Curtis       | «Buongiorno amore»           | Финал |
| 4     | Arturo Testa     | Jolanda Rossin     | «Centomila volte»            | —     |
| 5     | Джо Сентьери     | Aurelio Fierro     | «Cipria di sole»             | Финал |
| 6     | Германа Кароли   | Jenny Luna         | «Conta le stelle»            | —     |
| 7     | Fausto Cigliano  | Jenny Luna         | «Cose inutili»               | —     |
| 8     | Lucia Altieri    | Gian Costello      | «Due cipressi»               | —     |
| 9     | Wanda Romanelli  | Silvia Guidi       | «Fiori sull' acqua»          | —     |
| 10    | Sergio Bruni     | Ernesto Bonino     | «Gondolï Gondolà»            | Финал |
| 11    | Wilma De Angelis | Джонни Дорелли     | «I colori della felicità»    | —     |
| 12    | Luciano Tajoli   | Betty Curtis       | «Il cielo cammina»           | —     |
| 13    | Gesy Sebena      | Giacomo Rondinella | «Il nostro amore»            | —     |
| 14    | Gene Colonnello  | Gloria Christian   | «Innamorati!»                | —     |
| 15    | Нунцио Галло     | Rocco Montana      | «Inventiamo la vita»         | Финал |
| 16    | Corrado Lojacono | Luciano Tajoli     | «L'annelino»                 | —     |
| 17    | Джонни Дорелли   | Gloria Christian   | «L'ombrellone»               | —     |
| 18    | Gino Bramieri    | Aurelio Fierro     | «Lui andava a cavallo»       | Финал |
| 19    | Нунцио Галло     | Carla Boni         | «L'ultimo pezzo di terra»    | —     |
| 20    | Wilma De Angelis | Lucia Altieri      | «Lumcini Rossi»              | —     |
| 21    | Pierfilippi      | Cocky Mazzetti     | «Occhi senza lacrime»        | —     |
| 22    | Flo Sandon's     | Mario D'Alba       | «Passa Il Tempo»             | Финал |
| 23    | Gino Bramieri    | Giacomo Rondinella | «Pesca tu che pesco anch'io» | —     |
| 24    | Nelly Fioramonti | Edda Montanari     | «Prima del paradiso»         | —     |
| 25    | Nelly Fioramonti | Клаудио Вилла      | «Quando il vento d'aprile»   | —     |
| 26    | Тони Ренис       | Эмилио Периколи    | «Quando quando quando»       | Финал |
| 27    | Мильва           | Miriam Del Mare    | «Stanotte al luna park»      | Финал |
| 28    | Sergio Bruni     | Мильва             | «Tango italiano»             | Финал |
| 29    | Cocky Mazzetti   | Joe Sentieri       | «Tobia»                      | —     |
| 30    | Arturo Testa     | Jolanda Rossin     | «Un'anima leggera»           | Финал |
| 31    | Mario Abbate     | Fausto Cigliano    | «Vestita di rosso»           | —     |
| 32    | Narciso Parigi   | Giorgio Consolini  | «Vita»                       | —     |

В полуфиналах участвовало 32 песни, и лишь 12 из них прошли в финал. В каждом из полуфиналов одна и та же песня исполнялась разными артистами. Первый полуфинал состоялся 8 февраля 1962 года, второй — 9 февраля. В фестивале приняло участие 45 итальянских артистов. В жюри входило 20 провинций, по 15 человек в каждой, и 112 зрителей в казино, где проходил фестиваль. Каждый вечер зрители и жюри менялись. Голосование проходило именно за песню, а не исполнителя, затем голоса суммировались.

### Финал
| Номер | Артист 1         | Артист 2        | Песня                   | Голоса    | Место |
| ----- | ---------------- | --------------- | ----------------------- | --------- | ----- |
| 1     | Доменико Модуньо | Клаудио Вилла   | «Addio, Addio»          | 1.496.411 | 1-е   |
| 2     | Тонина Торрьелли | Aura D'Angelo   | «Aspettandotti»         |           | 9-е   |
| 3     | Джонни Дорелли   | Betty Curtis    | «Buongiorno amore»      |           | 10-е  |
| 4     | Джо Сентьери     | Aurelio Fierro  | «Cipria di sole»        |           | 8-е   |
| 5     | Sergio Bruni     | Ernesto Bonino  | «Gondolï Gondolà»       | 295.049   | 3-е   |
| 6     | Нунцио Галло     | Rocco Montana   | «Inventiamo la vita»    |           | 12-е  |
| 7     | Gino Bramieri    | Aurelio Fierro  | «Lui andava a cavallo»  |           | 6-е   |
| 8     | Flo Sandon's     | Mario D'Alba    | «Passa Il Tempo»        |           | 11-е  |
| 9     | Тони Ренис       | Эмилио Периколи | «Quando quando quando»  |           | 4-е   |
| 10    | Мильва           | Miriam Del Mare | «Stanotte al luna park» |           | 5-е   |
| 11    | Sergio Bruni     | Мильва          | «Tango italiano»        | 1.255.805 | 2-е   |
| 12    | Arturo Testa     | Jolanda Rossin  | «Un'anima leggera»      |           | 7-е   |

Финал фестиваля состоялся 10 февраля 1962 года в казино Сан-Ремо. Результаты были объявлены 18 февраля. Победила песня «Addio, Addio», исполненная Доменико Модуньо и Клаудио Вилла. На конкурс «Евровидение» был отправлен Клаудио, хотя Доменико является композитором песни.
В фестивале приняли участие: Доменико Модуньо (участник «Евровидения-1958»), Тонина Торрьелли (участница «Евровидения-1956»), Джонни Дорелли (победитель фестиваля в 1958 году), Нунцио Галло (участник «Евровидения-1957»).

## Страны, отдавшие баллы Италии
Каждый член жюри мог распределить 6 очков: 3 — лучшей песне, 2 — второй и 1 — третьей. Песня с наибольшим количеством очков получала 3 очка, со вторым результатом — 2 очка, с третьим — одно очко: это считалось окончательным голосом и объявлялось как часть «Голоса Европейского жюри».
| Отдали Италии… | Отдали Италии… |
| 2 балла        | 1 балл         |
| -------------- | -------------- |
| Люксембург     | Югославия      |

## Страны, получившие баллы от Италии
| 3 балла | Югославия |
| 2 балла | Франция   |
| 1 балл  | Дания     |